# Lijst van rijksmonumenten in Delden
De plaats Delden telt 49 inschrijvingen in het rijksmonumentenregister. Hieronder een overzicht.
| Object | Oorspronkelijke functie?  | Bouwjaar                         | Architect           | Locatie                | Coördinaten?                  | Nr.?   | Afbeelding |
| --- | ------------------------- | -------------------------------- | ------------------- | ---------------------- | ----------------------------- | ------ | --- |
| Pel- en houtzaagmolencomplex | Nijverheid                | eind 18e eeuw                    |                     | Zaagmolenweg 1         | 52° 15' 45" NB, 6° 44' 4" OL  | 333099 | Meer afbeeldingen |
| Saksische boerderij onder pannen wolfdak, dat aan de voorzijde aansluit tegen een puntgevel met voorschot                            | Boerderij                 | 1846                             |                     | Brinkweg 3             | 52° 15' 20" NB, 6° 42' 18" OL | 34143  | Meer afbeeldingen |
| Boerderij Spoolder | Boerderij                 | 1872                             |                     | Brinkweg 15            | 52° 15' 18" NB, 6° 42' 25" OL | 34144  | Meer afbeeldingen |
| Buitenhuis op rechthoekige grondslag                                                                                                 | Woonhuis                  |                                  |                     | Hengelosestraat 5      | 52° 15' 48" NB, 6° 42' 57" OL | 34145  | Meer afbeeldingen |
| Rentmeesterij | Handel en kantoor         | 1726                             |                     | Hengelosestraat 2      | 52° 15' 46" NB, 6° 43' 1" OL  | 34146  | Meer afbeeldingen |
| Eenvoudig verdiepingloos pand | Boerderij                 | laatste helft 18e eeuw           |                     | Hengelosestraat 6      | 52° 15' 47" NB, 6° 43' 4" OL  | 34147  | Meer afbeeldingen |
| Het Witte Paard | Boerderij                 | laatste helft 18e eeuw           |                     | Hengelosestraat 8      | 52° 15' 47" NB, 6° 43' 6" OL  | 34148  | Meer afbeeldingen |
| Blasiuskerk | Kerk en kerkonderdeel     | ca. 1200                         |                     | Kerkplein 3            | 52° 15' 47" NB, 6° 42' 42" OL | 34149  | Meer afbeeldingen |
| Oudste pastorie | Dienstwoning              |                                  |                     | Kerkplein 1            | 52° 15' 46" NB, 6° 42' 40" OL | 34150  | Meer afbeeldingen |
| Toren der Nederlands Hervormde Kerk                                                                                                  | Kerk en kerkonderdeel     | 1516                             |                     | Kerkplein 3            | 52° 15' 47" NB, 6° 42' 42" OL | 34151  | Meer afbeeldingen |
| Hoekpand onder omlopend, afgewolfd schilddak, bestaande uit beganegrond met zolderverdieping                                         | Werk-woonhuis             | derde kwart 19e eeuw             |                     | Langestraat 29         | 52° 15' 45" NB, 6° 42' 44" OL | 34152  | Meer afbeeldingen |
| Fors woonhuis met rechte lijstgevel, zijlisenen en een risalerende middentravee waarin voordeur met omlijsting, bekroond door balkon | Woonhuis                  | eerste helft 19e eeu             |                     | Langestraat 77         | 52° 15' 42" NB, 6° 42' 28" OL | 34153  | Meer afbeeldingen |
| Woonhuis met eenvoudige rechte gevel met zijlisenen                                                                                  | Woonhuis                  |                                  |                     | Langestraat 24-26      | 52° 15' 46" NB, 6° 42' 46" OL | 34154  | Meer afbeeldingen |
| Hoekpand met ingezwenkte lijstgevel op plint                                                                                         | Woonhuis                  | 18e/19e eeuw                     |                     | Langestraat 60         | 52° 15' 44" NB, 6° 42' 37" OL | 34155  | Meer afbeeldingen |
| St. Blasius | Kerk en kerkonderdeel     | 1872-1873                        |                     | Langestraat 76         | 52° 15' 45" NB, 6° 42' 28" OL | 34156  | Meer afbeeldingen |
| Pastorie der R.K. Kerk van de H. Blasius                                                                                             | Kerkelijke dienstwoning   | 1872                             |                     | Langestraat 78         | 52° 15' 45" NB, 6° 42' 26" OL | 34157  | Meer afbeeldingen |
| De Kroon | Woonhuis                  | 1764                             |                     | Markt 1                | 52° 15' 46" NB, 6° 42' 43" OL | 34158  | Meer afbeeldingen |
| Verdiepingloos pand met rechte gevel op plint                                                                                        | Woonhuis                  | eerste helft 19e eeuw            |                     | Markt 2                | 52° 15' 46" NB, 6° 42' 45" OL | 34159  | Meer afbeeldingen |
| Woonhuis met lijstgevel op natuurstenen plint                                                                                        | Woonhuis                  | eerste helft 19e eeuw            |                     | Markt 3                | 52° 15' 46" NB, 6° 42' 43" OL | 34160  | Meer afbeeldingen |
| Hoekpand met rechte gevel natuurstenen plint                                                                                         | Woonhuis                  |                                  |                     | Markt 5                | 52° 15' 46" NB, 6° 42' 43" OL | 34161  | Meer afbeeldingen |
| Pakhuis in vakwerkbouw met gemetselde vullingen en natuurstenen plint                                                                | Opslag                    | 18e eeuw                         |                     | Meijlingstraat 3       | 52° 15' 47" NB, 6° 42' 46" OL | 34162  | Meer afbeeldingen |
| Jongste pastorie | Woonhuis                  | eerste helft van de 19e eeuw     |                     | Spoorstraat 5          | 52° 15' 41" NB, 6° 42' 37" OL | 34163  | Meer afbeeldingen |
| Boerderij de Strampe | Boerderij                 | 18e of begin 19e eeuw            |                     | Steinwegstraat 38      | 52° 15' 25" NB, 6° 42' 50" OL | 34164  | Meer afbeeldingen |
| Boerderij met sporen van vakwerk in de achtergevel                                                                                   | Boerderij                 | 1754                             |                     | Vossenbrink 3          | 52° 15' 23" NB, 6° 43' 13" OL | 34165  | Meer afbeeldingen |
| Het Oude Huis | Woonhuis                  | tweede decennium twintigste eeuw |                     | Langestraat 27         | 52° 15' 45" NB, 6° 42' 45" OL | 507482 | Meer afbeeldingen |
| In rode baksteen over één bouwlaag opgetrokken werkplaats op een rechthoekige plattegrond onder een zadeldak met Hollandse pannen    | Industrie                 | tweede decennium twintigste eeuw |                     | Kortestraat            | 52° 15' 45" NB, 6° 42' 45" OL | 507483 | In rode baksteen over één bouwlaag opgetrokken werkplaats op een rechthoekige plattegrond onder een zadeldak met Hollandse pannen |
| Langgerekte dienstwoning van één bouwlaag onder een met muldenpannen gedekt mansardedak met windveren                                | Dienstwoning              | 1900                             |                     | Zaagmolenweg 4         | 52° 15' 46" NB, 6° 44' 2" OL  | 507485 | Meer afbeeldingen |
| Dienstwoning | Dienstwoning              | 1900                             |                     | Zaagmolenweg 6         | 52° 15' 45" NB, 6° 44' 0" OL  | 507486 | Meer afbeeldingen |
| Dubbele dienstwoning op rechthoekige plattegrond                                                                                     | Dienstwoning              | 1916                             |                     | Zaagmolenweg 3-5       | 52° 15' 43" NB, 6° 44' 4" OL  | 507487 | Meer afbeeldingen |
| St. Anne: boerderij | Boerderij                 | 1842                             |                     | Oude Benteloseweg 32   | 52° 15' 20" NB, 6° 42' 8" OL  | 507489 | Meer afbeeldingen |
| St. Anne: zwartgeteerde houten schuur onder zadeldak met overstekende wolfeinden                                                     | Boerderij                 | 1842                             |                     | Oude Benteloseweg 32   | 52° 15' 20" NB, 6° 42' 8" OL  | 507490 | Upload foto |
| Toegangshek van de begraafplaats | Begraafplaats en -onderdl | 1829                             |                     | Langestraat 200        | 52° 15' 42" NB, 6° 41' 27" OL | 507492 | Meer afbeeldingen |
| Grafkelder van de familie Van Heeckeren van Wassenaer                                                                                | Begraafplaats en -onderdl | <1929                            |                     | Langestraat 200        | 52° 15' 40" NB, 6° 41' 25" OL | 507493 | Grafkelder van de familie Van Heeckeren van Wassenaer                                                                             |
| Hekwerk rond het familiegraf van de familie Gewin                                                                                    | Begraafplaats en -onderdl | 1829                             |                     | Langestraat 200        | 52° 15' 42" NB, 6° 41' 27" OL | 507494 | Hekwerk rond het familiegraf van de familie Gewin                                                                                 |
| Gemeentehuis/Zoutmuseum | Bestuursgebouw en onderdl | 1873                             | J. Moll             | Langestraat 30         | 52° 15' 46" NB, 6° 42' 45" OL | 507495 | Meer afbeeldingen |
| Monument Van Heeckeren van Wassenaer, bestaande uit een straatpomp met spuwers en een dubbele sierlantaarn op basement               | Gedenkteken               | 1894                             |                     | Markt bij 1            | 52° 15' 46" NB, 6° 42' 45" OL | 507496 | Meer afbeeldingen |
| Zuiderhaghe | Woonhuis                  | 1917                             | Jansen en Schrakamp | Zuiderhagen 8          | 52° 15' 41" NB, 6° 42' 42" OL | 507497 | Meer afbeeldingen |
| Herenhuis | Woonhuis                  | ca. 1890                         |                     | Langestraat 1          | 52° 15' 47" NB, 6° 42' 52" OL | 507498 | Meer afbeeldingen |
| Langgerekt landhuis met garage in de Engelse landhuisstijl                                                                           | Werk-woonhuis             | 1935                             | F.A. van Hal        | Zuiderhagen 15         | 52° 15' 45" NB, 6° 42' 51" OL | 507499 | Langgerekt landhuis met garage in de Engelse landhuisstijl                                                                        |
| Cramershof | Woonhuis                  | ca. 1906                         |                     | Cramerswegje 2         | 52° 15' 43" NB, 6° 42' 55" OL | 507500 | Meer afbeeldingen |
| Bruggeman | Boerderij                 | 1880                             |                     | Hengelosestraat 22     | 52° 15' 44" NB, 6° 43' 32" OL | 507502 | Meer afbeeldingen |
| Dubbele dienstwoning bij het landgoed Twickel                                                                                        | Dienstwoning              | 1925                             | H.A. Pothoven       | Watertorenstraat 2-4   | 52° 15' 53" NB, 6° 42' 32" OL | 507503 | Meer afbeeldingen |
| Dubbele dienstwoning | Dienstwoning              | 1925                             | H.A. Pothoven       | Watertorenstraat 1-3   | 52° 15' 54" NB, 6° 42' 32" OL | 507504 | Meer afbeeldingen |
| Watertoren in Neo-Renaissance stijl, behorend bij het landgoed Twickel                                                               | Nutsbedrijf               | 1894                             | H.P.N. Halbertsma   | Watertorenstraat bij 5 | 52° 15' 59" NB, 6° 42' 32" OL | 507505 | Meer afbeeldingen |
| Braamrot | Boerderij                 | ca. 1900                         |                     | Twickelerlaan 4        | 52° 15' 56" NB, 6° 43' 7" OL  | 507506 | Meer afbeeldingen |
| Bagatelle | Woonhuis                  | ca. 1870                         |                     | Van Nispenweg 2        | 52° 15' 39" NB, 6° 42' 59" OL | 507508 | Meer afbeeldingen |
| Huis 't Eysink | Bijgebouwen kastelen enz. | 1839                             |                     | Hengelosestraat 24     | 52° 15' 43" NB, 6° 43' 36" OL | 507641 | Meer afbeeldingen |
| Kronenhof | Woonhuis                  | 1923                             |                     | Dr. Gewinstraat 6      | 52° 15' 40" NB, 6° 42' 52" OL | 507644 | Meer afbeeldingen |
| Schoorsteen van een fabriekscomplex voor wollen stoffen                                                                              | Industrie                 | 1866                             |                     | Kortestraat 11         | 52° 15' 44" NB, 6° 42' 48" OL | 507947 | Meer afbeeldingen |